# Живојин П. Симић
Живојин П. Симић (Врело, 15. октобар 1848—15. октобар 1926) био је српски професор, културни радник и хуманитарац.

## Професорска каријера
Рођен је у селу Врелу, у некадашњем Ваљевском округу, где је завршио основну школу. Гимназију и Филозофски факултет је завршио у Београду и струка му је била српски језик.
Године 1874. постављен је за практиканта Министарства просвете и црквених дела, потом за заступника предавача у Другој београдској нижој гимназији. Брзо је унапређен за предавача Ниже гимназије у Неготину, а потом је постављен за суплента Ваљевске гимназије. Након тога, 15. августа 1878. године, постављен је за суплента Реалне гимназије у Књажевцу, где је вршио и функцију директора. Функцију директора вршио је и у Нижој гимназији у Зајечару. 
Године 1882. постао је професор ондашње Учитељске школе у Београду, у којој ће радити и 1887. године. Две године касније постављен је за секретара друге класе Министарства просвете, а наредне године је унапређен у секретара прве класе. Године 1889. постао је професор Београдске Реалке, а 1890. године је по свом захтеву пензионисан, као директор прве класе гимназије Јосиф Панчић.

## Друштво Св. Сава и друге организације
Са Душтвом Свети Сава тесно је био повезан, још од времена настанка Друштва. Био је међу првим секретарима Друштва, а од 1889. преузео је и уређивање друштвеног листа Братство, а преуредио је и три књиге. Био је и члан Главног Одбора Друштва. 
Симић је био ангажован и у многим другим просветним и хуманитарним установама. Шеснаест година био је председник певачког друштва Станковић, био је редован члан Професорског друштва, члан и један од оснивача Учитељског Удружења, као и члан и добротвор Срспке Књижевне Задруге. Био је почасни члан Зајечарског Певачког Друштва, затим члан Одбора Вишег Завода за васпитање девојака у Београду, а дуго година је био члан и секретар Одбора Чупићеве Задужбине.
У више махова био је посланик у Народној скупштини, надзорних основних школа, члан комисије за професорски испит, члан Дисциплинарног суда, члан Главног Просветног Савета и члан Одбора Општине Београдске. 
Носилац је многих одликовања, међу којима и Орденом Светог Саве другог степена. Како је сам говорио најдража му је била Светосавска медаља, којом га је одликовала трећа редовна скупштина Друштва Светог Саве. Преминуо је 15. октобра 1926. године. 